# (7645) Pons
(7645) Pons est un astéroïde de la ceinture principale.

## Description
(7645) Pons est un astéroïde de la ceinture principale. Il fut découvert par Antonín Mrkos le 4 janvier 1989 à l'observatoire Kleť. Il présente une orbite caractérisée par un demi-grand axe de 2,37 UA, une excentricité de 0,16 et une inclinaison de 0,391° par rapport à l'écliptique.
Il fut nommé en hommage à Jean-Louis Pons (1761-1831), grand découvreur de comètes.

## Compléments